# Poecilopsetta zanzibarensis
Poecilopsetta zanzibarensis is een straalvinnige vissensoort uit de familie van schollen (Pleuronectidae). De wetenschappelijke naam van de soort is voor het eerst geldig gepubliceerd in 1939 door Norman.